# جسیکا مونرو
جسیکا مونرو (انگلیسی: Jessica Monroe؛ زادهٔ ۳۱ مهٔ ۱۹۶۶) قایقران روئینگ اهل کانادا بود.